# Децима (интервал)

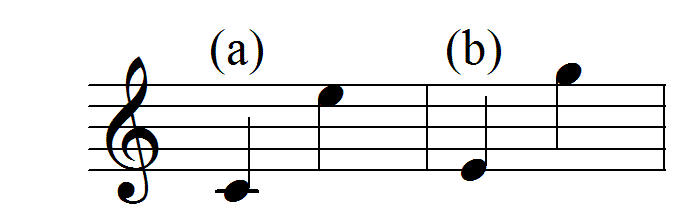
(a) — большая децима,
(b) — малая децима

Де́цима (лат. decima — десятая) — музыкальный интервал шириной в десять ступеней, обозначается цифрой 10. Превышает объём октавы. Часто рассматривается как составной интервал, то есть как терция через октаву. Подобно терции, имеет две основные разновидности:
- большая децима (б.10) содержит шестнадцать полутонов,
- малая децима (м.10) — пятнадцать полутонов.

Децимы, как и терции — консонирующие интервалы. В сравнении с другими интервалами выше октавы децима чаще встречается в мелодических оборотах.